# 片山潜

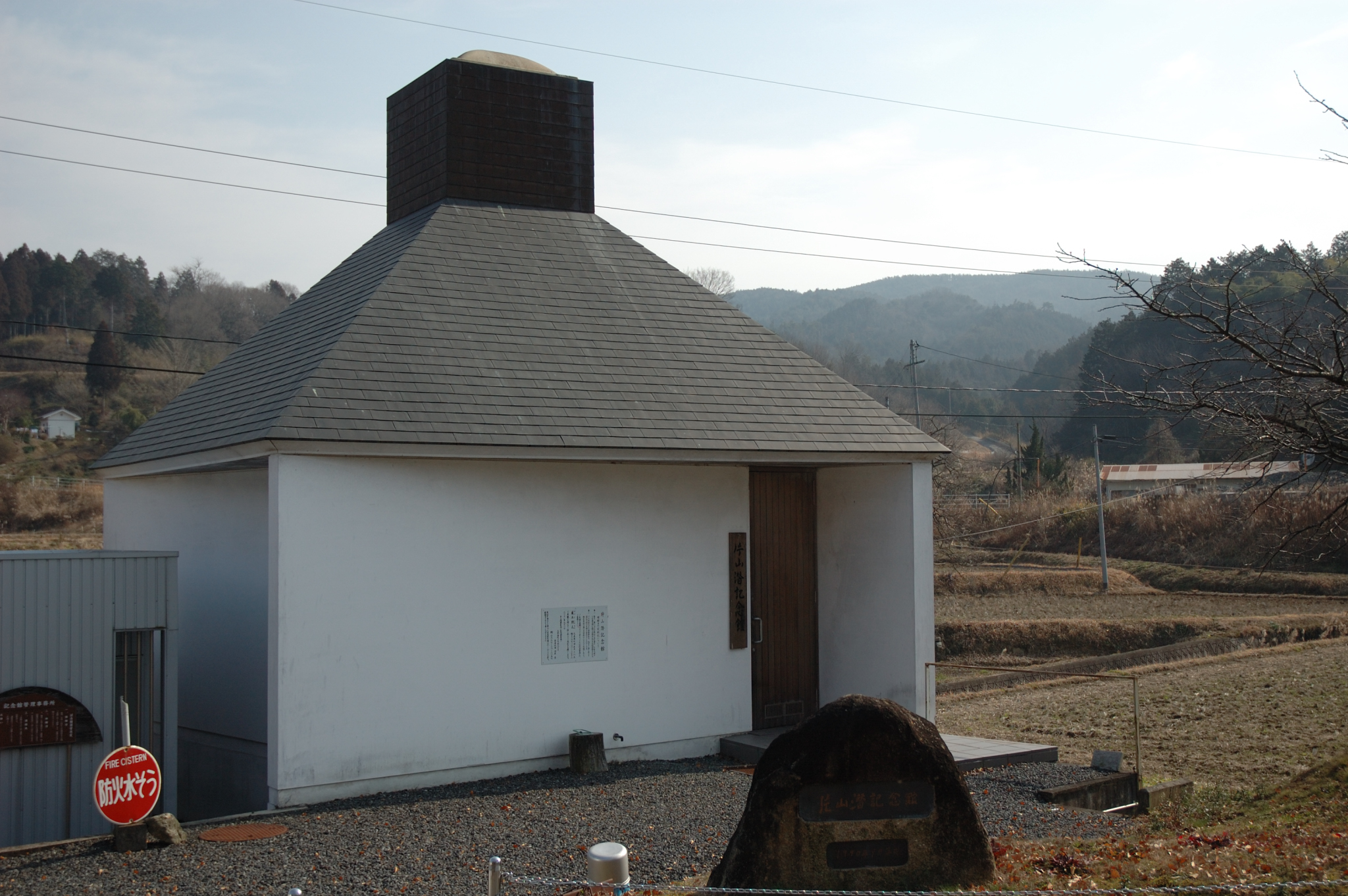
片山潜記念館（岡山県久米南町）

片山 潜（かたやま せん、1859年12月26日（安政6年12月3日） - 1933年（昭和8年）11月5日）は、日本の労働運動家・社会主義者・マルクス主義者・思想家・社会事業家。号は深甫。

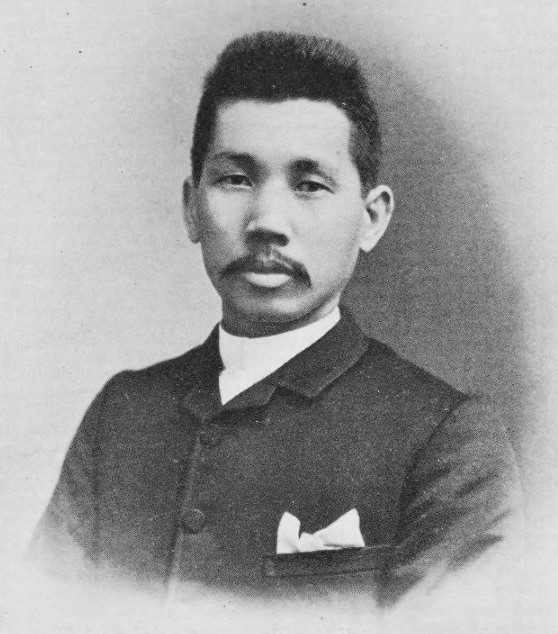
25歳の片山潜。1884年

## 生涯
美作国久米南条郡羽出木村（後の弓削町、現在の岡山県久米郡久米南町羽出木）に庄屋藪木家の次男として生まれる。幼名は菅太郎（すがたろう）。
1877年（明治10年）10月、神目村（現在の久米南町神目中）の親戚・片山幾太郎の養子となる。この養子縁組は兵役忌避が目的だったと言われている。安達清風の私塾で学んだのち、1880年（明治13年）に岡山師範学校（現在の岡山大学教育学部）に入学するが、翌1881年（明治14年）に退学して上京。攻玉社にて塾僕として勤務し、1884年（明治17年）、友人岩崎清七に続いてアメリカ合衆国へ渡る。岩崎とは、岡鹿門の私塾で塾僕をしていたときに知り合い、岩崎の故郷の森鴎村の塾僕を務めたり、潜に続いて岩崎も攻玉社で学ぶなど親しい間柄だった。留学中も金欠の片山のためにイェール大学学友の大久保利武や松方幸次郎に寄付を頼んで仕送りするなど生涯にわたって支援した。
サンフランシスコ郊外サンラフェールという村の小さな家塾で皿洗いをして働く。その後、サンフランシスコ下町の大工の家、ポノマの宿屋、アラメダの家庭にコックをして住み込む。アラメダで中国人のキリスト教会に通い英語とキリスト教を学ぶ。そして、1886年11月組合教会の教会でキリスト教の洗礼を受ける。その後、苦学してメリーヴィル大学、グリンネル大学、アンドーヴァー神学校、イェール神学校で学び社会的キリスト教の感化を受ける。また、プラトンやソフォクレスなどの原典を通じて、西洋古典学を修め、学位を取得して1896年（明治29年）、帰国した。
帰国後、東京専門学校の英語学部の主任講師として英語を教えるも、3カ月で解職となる。
1896年、『六合雑誌』明治29年10月15日号の社告によれば、189号から片山が編集員になった。

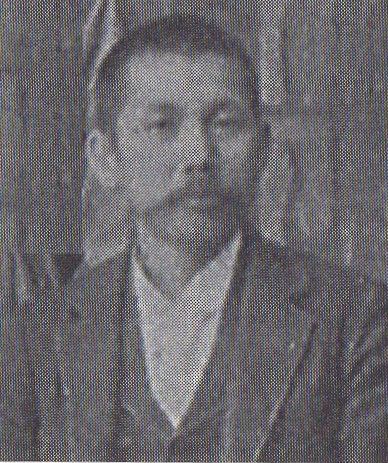
1901年頃の片山潜

その後は牧師か伝道師を志望したが叶わず、イギリスを源流とするアメリカのセツルメント運動に共感。宣教師ダニエル・クロスビー・グリーンの支援を受け、友人である高野房太郎とともに神田区三崎町の自宅を改良し、キリスト教社会事業の拠点として1897年（明治30年）3月1日、日本最初の隣保館である「キングスレー館」を設立した。
キングスレー館の運営の傍らで片山は労働運動に力を尽くし、1897年（明治30年）12月1日『労働世界』を創刊し主筆を務め、日本で最初の労働組合である職工義勇会（労働組合期成会）の設立に大きな役割を果たす。1897年（明治30年）4月に中村太八郎の社会問題研究会（後の社会主義研究会）結成に加わり、1901年（明治34年）5月20日に社会主義研究会を改組した日本で最初の社会主義政党である社会民主党（即日禁止）に幸徳秋水らとともに入党した。1897年10月3日、社会政策学会加入を認められる（1899年5月以後自然的に脱会）。1899年7月9日、活版工同志懇話会主催演説会で、労資協調主義を脱却しはじめた片山と高野房太郎・金井延との対立が明確化。1901年9月21日、大日本労働団体連合本部の労資協調論を批判し脱退。1903年4月19日『都市社会主義』刊行。
また1903年（明治36年）12月に再度渡米し、翌1904年（明治37年）、第二インターナショナルの第五回大会で安部磯雄とともに本部員に選ばれていた片山はアムステルダムで開催した万国社会党の第六回大会に出席。折しも日露戦争の最中にあって、ロシア代表のプレハーノフとともに労働者の反戦を訴えた。8月14日副議長に選出された。
1906年（明治39年）、日本社会党結党に参加。しかし、片山と安部らは議会政策論を説き直接行動論を採る幸徳秋水らと対立、脱党して翌1907年6月25日に片山・田添鉄二らは日本社会平民党を結成するも僅か2日で結社禁止となる。1911年（明治44年）12月31日から元日夕刻までの、市営化された旧東京鉄道会社の解散手当分配金を不満とした1000人余の東京市電ストライキの指導を行ったとして逮捕され投獄された。1912年（大正元年）9月、大正天皇即位の大赦によって出獄。その後、1914年（大正3年）9月9日にアメリカへ亡命し1917年（大正6年）のロシア革命を切っ掛けとしてマルクス・レーニン主義に傾倒、アメリカ共産党、メキシコ共産党の結党に尽力するなど北米での共産主義活動を指導した。
1921年（大正10年）、ソビエト連邦に渡り、コミンテルン常任執行委員会幹部となる。国外にあって日本共産党結党の指導を行い、また国際反帝同盟を指導し反戦運動に従事した。

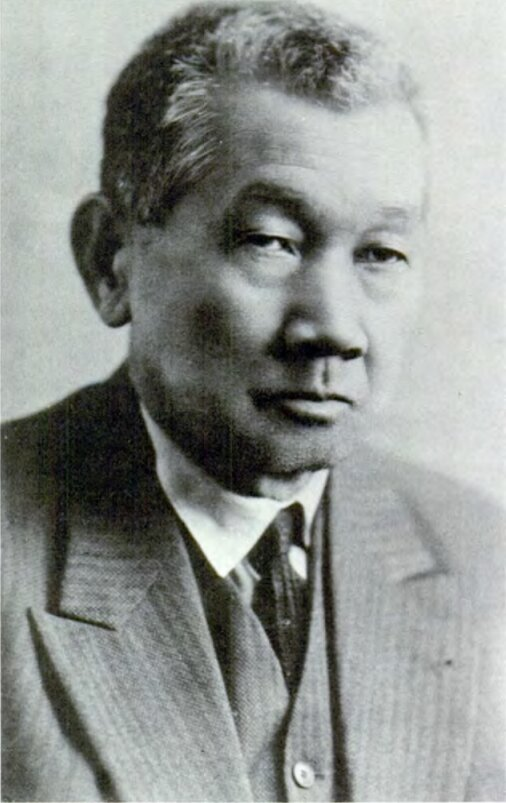
晩年

任務の秘匿ができない人物であると同時に、あまりにも業務遂行が非効率であると判断されたため、数度の海外任務を経たのちはモスクワにとどめられた。晩年は重病だったことから二人の娘の世話になることが多く、既婚者だったことを報告すらされていなかったコミンテルンから不審に思われ結果として娘たちが後に粛清される一因になった。1922年1月22日、モスクワで開催の極東民族会議に片山・高瀬清・徳田球一らが出席。
関東大震災直後の1923年（大正12年）９月16日に生じた大杉栄殺害事件（甘粕事件）について、山内封介から所感を問われ、「大杉一家殺害は、どうしても軍閥の私怨に基因するものとしか思われない」などと語った。
1933年（昭和8年）6月20日、モスクワで客死したクララ・ツェトキンの葬儀で、他の会葬者らと共に棺を担ぐ姿が新聞で報道。これが日本で確認できた生前最後の姿となった。
同年11月5日に入院先のモスクワ市内の病院で敗血症のため死去。享年75(満73歳没)。9日に行われた葬儀には15万人のソ連市民やコミンテルン指導者らが集まった。棺に付き添った14人には、ミハイル・カリーニン、ヨシフ・スターリン、ヴィルヘルム・ピーク、クン・ベーラ、野坂参三たちがいた。遺骨はクレムリンの壁墓所に他の倒れた同志たちと共に埋葬されたほか、脳は頭脳研究所の解剖学的材料にされた。なお、クレムリンの壁墓所に埋葬された日本人は潜が唯一である。青山霊園(1ロ14-13,16)にも墓碑がある。

## 親族

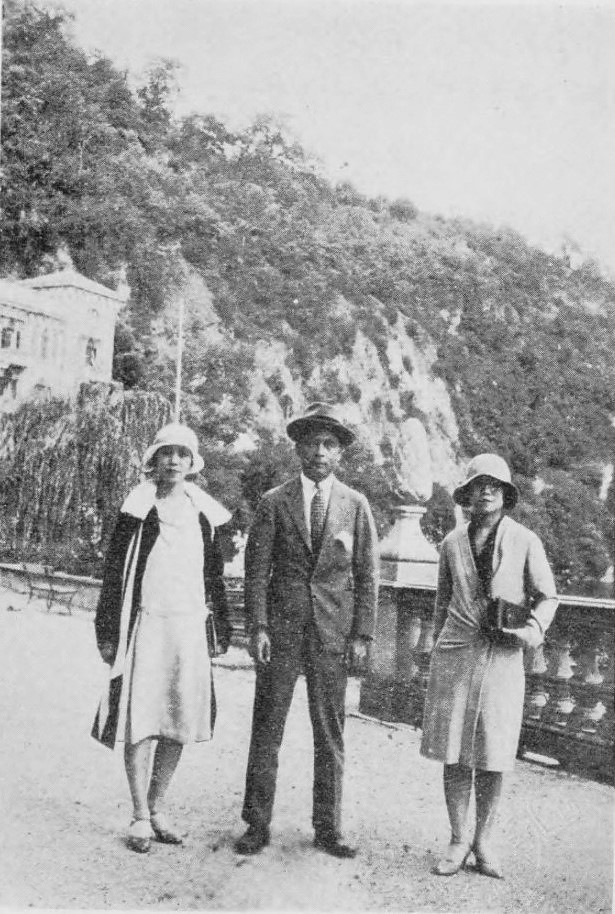
長女の片山安子（右）と原信子（左）。ミラノ、1929年

実父の国平は、潜が3歳のときに離婚して僧侶となった。潜は19歳で片山幾太郎の養子となったが復籍、37歳で片山常吉と養子縁組した。妻の横塚フデ(筆子)は、岩崎清七の遠縁（実弟亀次郎の妻の親戚）で、1897年に結婚し、1899年に長女やす(安子)、1901年に長男幹一をもうけた。1903年にフデが死去したため、1907年に後妻として原たま（賜子）を迎え、翌年次女の千代が生まれる。
幹一は、フデ没後に岩崎の弟亀次郎や後妻のたまの実家で育ち慶応義塾大学予科に入学するも22歳で病死。
安子は大正初期に父とともに渡米し従姉にあたる原信子と知己になる。日本に帰国して仏英和女学校を卒業するも潜が亡命によって再度アメリカに出国すると父を追い、アンナ・パヴロワに師事、オペラ歌手として実績を積み上げていた原ともバレリーナとして共演をこなしたが、父の病状悪化に伴いソ連に入国。看病による過労でバレリーナの道を諦めるものの、父の死後に日本語講師となりながら日本共産党幹部でソ連に滞在していた伊藤政之助と結婚した。伊藤は大粛清の犠牲となったが、安子はスターリン批判後の1956年にモスクワ大学アジア・アフリカ研究所に職を得、1958年からはソ日友好協会副会長として日ソ交流に大きく関わる。1988年に死去。
千代は昭和初期にソ連の父の許に赴き、身の回りの世話をしながら働いた。同居している女性についてコミンテルンから問われた際には潜は娘だと説明していたが、コミンテルンは潜が既婚者だということすら把握しておらず、日本共産党でもこの「娘」の存在を把握していなかったことで千代を日本の秘密警察のスパイであると確信したとされる。父の死後、千代は各地を転々としながら重労働に従事し、日本への帰国もかなわぬまま1946年にモスクワの精神病院で死去。
なお、比叡山の大僧正から善光寺大勧進の院主となった水尾寂暁は潜の実弟。